# Football Club Mendrisio
Il Football Club Mendrisio, abbreviato FC Mendrisio o FCM e comunemente noto come Mendrisio, è una società calcistica svizzera con sede nella città di Mendrisio, in Canton Ticino.

## Storia
Il Club è stato fondato nel 1924. Prima della sua presenza, a Mendrisio, ci sono state due formazioni: l'Associazione Calcio Mendrisio (fondata nel 1910) e per un breve periodo l'FC Speranza. Nel luglio del 1966 l'FC Mendrisio fusiona con l'FC Star (la squadra aziendale della Riri) e nasce l'FC Mendrisiostar. Denominazione, quest'ultima, che verrà mantenuta sino al 1982, prima di tornare FC Mendrisio. Nel 2006 avviene un'altra fusione, questa volta con l'FC Stabio: nasce l'FC Mendrisio-Stabio. Realtà calcistica sino al 2012, quando le strade si dividono. Da lì via il Club del Magnifico Borgo si chiamerà sempre FC Mendrisio. Nella stagione 2022-2023 milita nella Seconda Lega interregionale, quinto livello del campionato svizzero di calcio. Nella stagione 2023-2024, dopo aver vinto il campionato di Seconda Lega Interregionale, il Mendrisio milita in Prima Lega Classic.

Logo sociale adottato nei primi anni 2000 fino alla fusione con lo Stabio

## Cronistoria
- 1912 - 1948: ?
- 1948 - 1968: Divisione Nazionale B
- 1952 - 1968: ?
- 1968 - 1975: Divisione Nazionale B
- 1975 - 1976: Prima Lega
- 1976 - 1977: Divisione Nazionale B
- 1977 - 1980: Prima Lega
- 1980 - 1985: Divisione Nazionale B
- 1985 - 1997: Prima Lega
- 1997 - 1999: Seconda Lega
- 1999 - 2019: Prima Lega
- 2019 - 2023: Seconda Lega interregionale
- 2023 - oggi: Prima Lega

### Cronologia
```
* 1945-1946 - 02. SERIE C
* 1946-1947 - 05. SERIE C
* 1947-1948 - 01. SERIE C
* 1948-1949 - 08. SERIE B
* 1949-1950 - 08. SERIE B
* 1950-1951 - 12. SERIE B
* 1951-1952 - 13. SERIE B
* 1952-1953 - 04. SERIE C
* 1953-1954 - 10. SERIE C
* 1954-1955 - 02. SERIE C
* 1955-1956 - 02. SERIE C
* 1956-1957 - 10. SERIE C
* 1957-1958 - 07. SERIE C
* 1958-1959 - 07. SERIE C
* 1959-1960 - SERIE C
* 1967-1968 - SERIE C
* 1968-1969 - SERIE B
* 1969-1970 - SERIE B
* 1970-1971 - SERIE B
* 1971-1972 - SERIE B
* 1972-1973 - SERIE B
* 1973-1974 - SERIE B
* 1974-1975 - SERIE B
* 1975-1976 - SERIE C
* 1976-1977 - SERIE B
* 1977-1978 - SERIE C
* 1978-1979 - SERIE C
* 1979-1980 - SERIE C
* 1980-1981 - SERIE B
* 1981-1982 - SERIE B
* 1982-1983 - SERIE B
* 1983-1984 - SERIE B
* 1984-1985 - SERIE B
* 1995-1996 - SERIE C
* 1996-1997 - SERIE C
* 2004-2005 - SERIE C
* 2005-2006 - SERIE C
* 2006-2007 - SERIE C col nome 
FC Mendrisio-Stabio

* 2007-2008 - SERIE C
* 2008-2009 - SERIE C
* 2009-2010 - SERIE C
* 2010-2011 - SERIE C
* 2011-2012 - SERIE C
* 2012-2013 - SERIE C di nuovo col nome 
FC Mendrisio

* 2013-2014 - SERIE C
* 2014-2015 - SERIE C
* 2015-2016 - SERIE C
* 2016-2017 - SERIE C
```

## Presidenti
- 1924 – 1960: ??

- 1960 – 1966: Della Santa

- 1966 – 1982: Pierluigi Rossi (fusione con FC Star - Nuova denominazione: FC Mendrisiostar)

- 1982 – 1989: Giorgio Maspoli

- 1989 – 1997: Alessandro Crivelli

- 1997 – 2006: Renzo Zanotta

- 2006 – 2009: Mario Valtulini (fusione con FC Stabio)

- 2009 - 2012: Angelo Bordogna

- 2012 - 2018: Karl Engel

- 2018 - oggi : Sebastiano Pellegrini

## Stadio
Il club gioca le partite casalinghe allo Stadio comunale di Mendrisio, impianto costruito attorno al 1943 ed avente una capienza di circa 7000 spettatori circa, di cui 700 in posti a sedere (l'edificazione della tribuna risale al 1968). Lo stadio di un terreno di gioco in erba naturale misurante 106,4×64,5 m.

## Palmarès

### Competizioni nazionali
- Prima Lega: 4

1948-1949, 1967-1968, 1975-1976, 1979-1980

### Competizioni interregionali
- Seconda Lega interregionale: 1

2022-2023 (gruppo 4)

### Altri piazzamenti
- Coppa Svizzera:

Semifinalista: 1970-1971
- 1ª Lega:

Secondo posto: 2017-2018 (gruppo 3)